# SN 2002aa
SN 2002aa – supernowa odkryta 9 stycznia 2002 roku w galaktyce A074845+1018. W momencie odkrycia miała maksymalną jasność 24,30m.